# مایک سیری
مایک سیری (انگلیسی: Mike Seerey؛ زادهٔ ۲۳ اکتبر ۱۹۵۰) بازیکن فوتبال اهل ایالات متحده آمریکا بود.
وی به‌همراه تیم ملی فوتبال ایالات متحده آمریکا در بازی‌های المپیک تابستانی ۱۹۷۲ شرکت کرده‌است.